# Notorious Nick
Notorious Nick (bra: Uma Chance para Lutar) é a cinebiografia de 2021 que conta a história real de Nick Newell, um lutador que nasceu sem o braço esquerdo e que venceu o Xtreme Fighting Championship (XFC) de 2012. O filme conta com Cody Christian como Nick Newell e Elisabeth Röhm como a mãe de Nick, Stacey Newell.